# Martín Sigren
Pas d'image ? Cliquez ici

a Compétitions nationales et continentales officielles uniquement.

b Matchs officiels uniquement.
Dernière mise à jour le 26 avril 2025.
Martín Sigren, né le 14 mai 1996 à Santiago (Chili), est un joueur international chilien de rugby à XV. Il joue principalement au poste de troisième ligne aile avec l'équipe de Selknam en Súper Rugby Américas.  

## Biographie

### Carrière en club
Martín Sigren commence à jouer au rugby à XV à l'âge de six ans, suivant l'exemple de son père et de ses trois frères aînés. Éduqué à l'école anglophone de la Grange School (en) dans sa ville natale de Santiago, il joue logiquement avec le club affilié à l'établissement, le Old Grangonian Club ,. Avec l'équipe junior de son club, il dispute le championnat scolaire chilien.
Il fait ses débuts en senior avec son club formateur en 2015, et dispute le Championnat du Chili. Il remporte la compétition en 2017,. En 2018, il remporte le Tournoi d'ouverture (es) avec son club, avant de terminer finaliste du championnat,.
En 2020, il rejoint la nouvelle franchise professionnelle chilienne de Selknam, qui évolue au sein de la Súper Liga Americana de Rugby récemment créée. Il joue son premier match professionnel le 4 mars 2020 contre Peñarol, participant à la première victoire de l'histoire de son équipe,. Il ne joue cependant que deux rencontres lors de cette saison, puisque la compétition est écourtée en raison de la pandémie de Covid-19.
Il fait à nouveau partie de l'effectif de Selknam pour la saison 2021,. Titulaire indiscutable au poste de troisième ligne aile, il joue neuf matchs lors de la compétition. Son équipe termine la saison comme demi-finaliste, après une défaite face aux Uruguayens de Peñarol.
La saison suivante, il fait toujours partie de l'effectif de Selknam. Son équipe fait un bon parcours, terminant deuxième de la saison régulière, puis s'inclinant en finale face à Peñarol,.
Après cette troisième saison avec Selknam, il décide de tenter sa chance à l'étranger et rejoint le club des Doncaster Knights en RFU Championship (deuxième division anglaise) pour la saison 2022-2023,. Il déclare avoir voulu rejoindre l'Angleterre afin de perfectionner son jeu en prévision de la Coupe du monde 2023,.
En octobre 2023, il est annoncé qu'il signe avec les New England Free Jacks évoluant en Major League Rugby aux États-Unis.
Après une saison aux États-Unis, il retourne jouer à Selknam pour la saison 2025 de Súper Rugby Américas.

### Carrière internationale
Martín Sigren est sélectionné pour la première fois avec l'équipe du Chili en novembre 2016. Il obtient sa première sélection internationale le 13 novembre 2016 à l'occasion d'un match contre la Corée du Sud à Santiago,.
Après avoir connu ses deux premières capes en novembre 2016, il doit attendre mai 2018 pour être à nouveau sélectionné avec les Condores. Il devient à partir de cette date un joueur cadre de la sélection sud-américaine.
Après l'interruption des compétitions liées à la pandémie de Covid-19, il dispute en 2020 le Sudamericano Cuatro Naciones avec l'équipe du Chili XV (équipe nationale réserve),. Toujours en 2020, il devient le capitaine de sa sélection nationale,.
Il participe en 2021 aux premiers tours du tournoi de qualification américain pour la Coupe du monde 2023. Après une deuxième place lors du tournoi sud-américain, le Chili participe au Barrage Amérique 2, qui consiste en une double confrontation face au Canada en octobre 2021. Son équipe remporte une victoire historique lors du match retour à Valparaíso, leur permettant d'avancer au match de barrage qualificatif disputé en juillet 2022.
En juin 2022, il est toujours le capitaine de l'équipe chilienne retenue pour disputer la deuxième partie des qualifications, et la double confrontation face aux États-Unis. Il est titulaire lors des deux matchs, participant donc à la première qualification de l'histoire de sa sélection pour une Coupe du monde,.
Un an plus tard, il est logiquement retenu dans le groupe de 33 joueurs chiliens pour disputer le Mondial en France. Il est titulaire et capitaine lors des quatre matchs, tous perdus par son équipe, qui est éliminée à l'issue de la phase de poule.

## Statistiques
- 32 sélections avec l'équipe du Chili de rugby à XV depuis 2016[2],[3].
- 20 points (4 essais)[2],[3].

## Palmarès
- Vainqueur du Championnat du Chili en 2017 avec Old Grangonian Club.
- Finaliste de Súper Liga Americana en 2022 avec Selknam.